# چهارطاقی کر کلک ورمیان
چهار طاقی کر کلک ورمیان مربوط به اواخر دوران‌های تاریخی پس از اسلام است و در شهرستان چرداول، بین دوروستای باباشمس ورمیان واقع شده و این اثر در تاریخ ۱۴ مرداد ۱۳۸۲ با شمارهٔ ثبت ۹۵۰۷ به‌عنوان یکی از آثار ملی ایران به ثبت رسیده است.